# Служба стандартних довідкових даних про фізичні сталі та властивості речовин і матеріалів
Служба стандартних довідкових даних про фізичні сталі та властивості речовин і матеріалів (далі - Служба) - це система підприємств, установ і організацій усіх форм власності, їх структурних підрозділів, об’єднаних постійною науково-метрологічною діяльністю щодо розроблення і впровадження стандартних довідкових даних про фізичні сталі та властивості речовин і матеріалів (далі - стандартні довідкові дані).
Служба здійснює міжгалузеву координацію та забезпечує виконання робіт, пов’язаних з розробленням і впровадженням стандартних довідкових даних про фізичні сталі та властивості речовин і матеріалів.
Служба стандартних довідкових даних про фізичні сталі та властивості речовин і матеріалів входить в структуру національної метрологічної служби. 

## Основні завдання та функції Служби
Основними завданнями  Служби є:
- здійснення міжгалузевої координації;
- забезпечення єдності вимірювань шляхом впровадження стандартних довідкових даних;
- забезпечення виконання робіт, пов’язаних з розробленням і впровадженням стандартних довідкових даних.

Служба відповідно до покладених на неї завдань:
- здійснює науково-методичне керівництво роботами з розроблення і впровадження стандартних довідкових даних;
- визначає і прогнозує виникнення в економіці та невиробничій сфері потреб у стандартних довідкових даних;
- визначає пріоритети розроблення стандартних довідкових даних, що впроваджуються в економіці та невиробничій сфері;
- проводить наукові дослідження щодо розроблення нових стандартних довідкових даних;
- організовує міжнародне співробітництво з питань розроблення і впровадження стандартних довідкових даних.

## Організаційна основа Служби
Координацію діяльності щодо забезпечення функціонування та розвитку Служби здійснює Міністерство економічного розвитку і торгівлі України.
Для здійснення координації науково-метрологічної діяльності та забезпечення взаємодії підприємств, установ і організацій, їх структурних підрозділів, що беруть участь у роботі Служби, Мінекономрозвитку визначає науково-методичний центр Служби із числа наукових метрологічних центрів, які можуть забезпечити єдність вимірювань з розроблення і впровадження стандартних довідкових даних.
Систему Служби становлять:
1) науково-методичний центр Служби, який:
- здійснює науково-методичне керівництво та координацію науково-дослідних робіт з розроблення стандартних довідкових даних;
- проводить науково-дослідні роботи із створення стандартних довідкових даних;
- проводить атестацію стандартних довідкових даних згідно з ДСТУ 2568;
- надає відповідно до компетенції науково-методичні консультації щодо розроблення і впровадження стандартних довідкових даних;
- подає Мінекономрозвитку узагальнений звіт про діяльність Служби;

2) підприємства, установи і організації усіх форм власності, їх структурні підрозділи, які:
- проводять наукові дослідження та науково-технічні (експериментальні) розробки у сфері метрології та метрологічної діяльності для задоволення потреб економіки або невиробничої сфери у стандартних довідкових даних;
- можуть залучатися науково-методичним центром Служби до проведення науково-дослідних робіт з розроблення стандартних довідкових даних.

Затвердження стандартних довідкових даних здійснює Мінекономрозвитку.